# Pârâul Adânc, Lisnău
Pârâul Adânc este un curs de apă, afluent al râului Lisnău. 